# MIAVA
MIAVA (Mary isn't a virgin anymore) is een Belgische instrumentale postmetalband uit Lichtervelde.
De band bracht in 2013 het album Essay on Bentham uit en speelde vervolgens in binnen- en buitenland, onder meer in de AB.
Net voor de band een tweede album wilde gaan opnemen, overleed drummer Jelle Tommeleyn op 7 februari 2016, op 24-jarige leeftijd. Hij werd op een fietspad aangereden door een chauffeur die doorreed.
De band stopte na zijn overlijden de naam MIAVA te gebruiken. De bandleden richtten hierop de band Comet Street, een naam die verwijst naar de straat (Komeetstraat) waarin het repetitiekot van de overleden Tommeleyn zich bevond.
In 2017 werd een limited edition vinylplaat uitgebracht van het album Essay on Bentham, dat oorspronkelijk alleen op cd verkrijgbaar was.
Op donderdag 7 februari 2019, precies 3 jaar na het overlijden van Jelle kondigde de band hun comeback aan.
Op 7 februari 2023 kondigde de band opnieuw zijn afscheid aan.

## Discografie
- 2011 - The fall of a public man - EP (Dice Industries)
- 2013 - Essay on Bentham - cd (Rough Trade Records)
- 2017 - Essay on Bentham - vinyl (Music Mania Records)